# Cocarroi

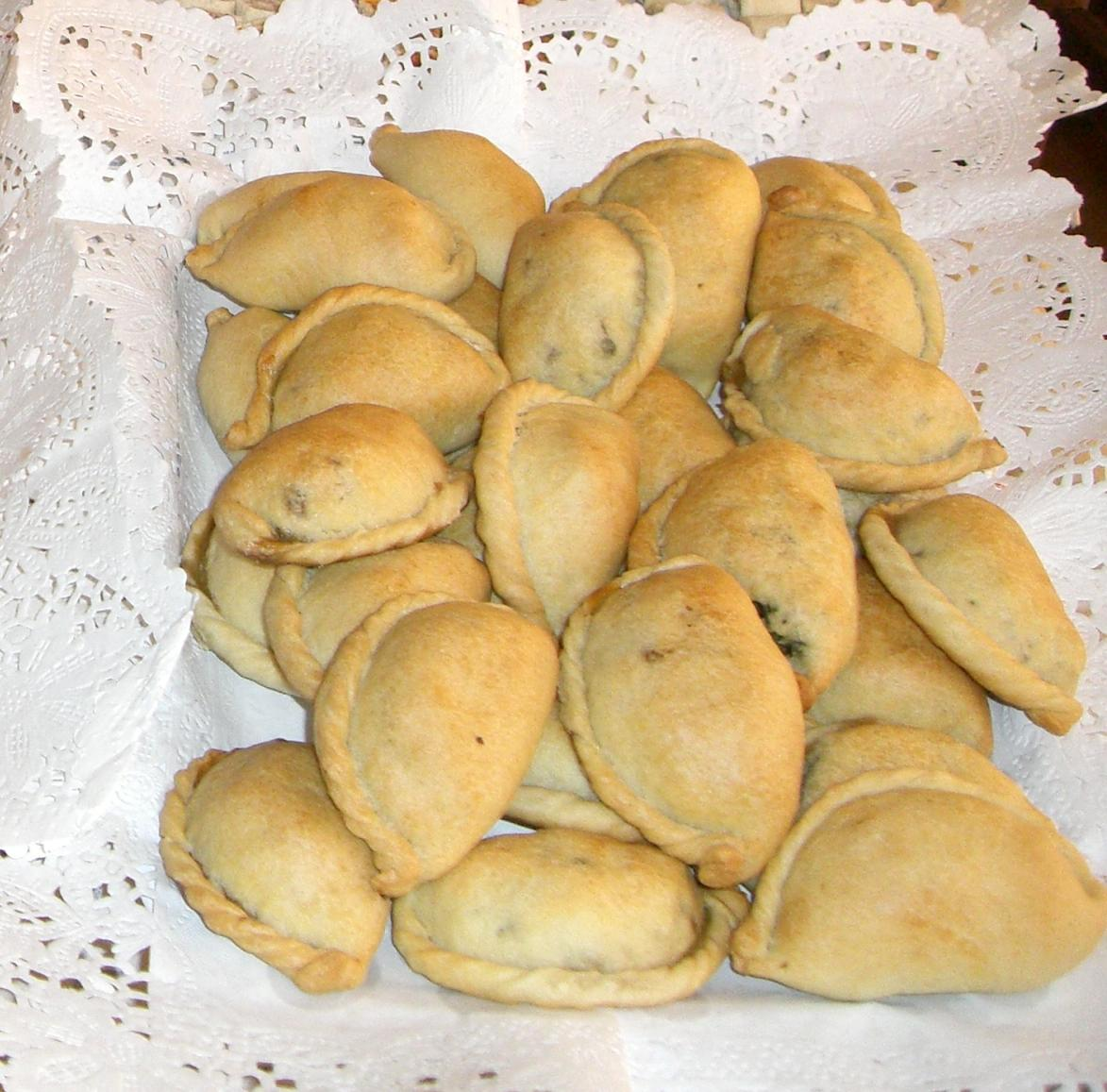
Cocarrois de Mallorca.

El cocarroi es un tipo de empanada típica de Mallorca y de Ibiza.

## Características
Consiste en una pasta de harina, que inicialmente se hace redonda y muy delgada. Después se añade la verdura y otros ingredientes (básicamente pasas y piñones) sobre la pasta y se dobla la otra punta por encima de esta, de manera que quede una forma semicircular o de media luna. Se unen las esquinas de la pasta con pequeños pellizcos y después se cuece al horno. Parecidos a los "robiols", se diferencian en el carácter más redondeado y eminentemente salado de los cocarrois frente a los robiols más planos y dulces.
Igual que las "panades de peix" (empanadas de pescado) eran una comida cuaresmal. Se les atribuye origen semítico, ya que los judíos consumían en su Pascua unas pastas con la misma configuración.

## Tipos
Básicamente hay dos tipos según el relleno:
- Cocarrois de verdura (se llenan de acelgas, cebolla, espinacas, piñones y pasas)
- Cocarrois de cebolla (el relleno es de cebolla cortada y un poco de tomate)

Y según la pasta:
- Dulces (si a la masa se le agrega azúcar)
- Salados (si a la masa no se le agrega azúcar)

## En la literatura
Mossen Alcover define el cocarroi como "empanada de pasta de harina, que de al principio se hace redonda y muy delgada, después ponen verduras y otros ingredientes encima de un lado de la coca y doblan la otra parte sobre aquella, de manera que la coca toma forma semicircular o de media luna; se doblan los lados pellizcándolos, y después se cuece al horno..." 